# Sam Nunn
Samuel Augustus Nunn (født 8. september 1938 i Perry i Georgia i USA) er en tidligere amerikansk senator fra det demokratiske parti. Han er en leder af organisationen Nuclear Threat Initiative (NTI), som arbejder for at reducere de rísici, der er knyttet til atomare, biologiske og kemiske våben. 
Sam Nunn var medlem af det amerikanske senat for delstaten Georgia i 24 år (1972-1996). 